# Мяэтагузе (волость)
Мя́эта́гузе (эст. Mäetaguse vald) — бывшая волость в восточной Эстонии, в составе уезда Ида-Вирумаа.
Волость включала в себя посёлок Мяэтагузе, являвшийся её административным центром, и 20 деревень: Апандику, Арукюла, Арвила, Атсалама,  Выйде, Вырне, Выхма, Вяйке-Пунгерья, Йыэтагузе, Калина, Кийкла, Лийвакюнка, Метскюла, Мяэтагузе, Пагари, Раякюла, Ратва, Таракусе, Ухе, Эреда.
В результате административной реформы местных самоуправлений Эстонии 2017 года вошла в состав волости Алутагузе.